# Санный спорт на зимних Олимпийских играх 2018
Соревнования по санному спорту на зимних Олимпийских играх 2018 года в Пхёнчхан проходят с 10 по 15 февраля в центре санных видов спорта «Альпензия». В рамках соревнований будет разыграно 4 комплекта наград.

## Медали

### Общий зачёт
Жирным шрифтом выделено самое большое количество медалей в своей категории
| Общее количество медалей |          |        |         |        |       |
| Место                    | Страна   | Золото | Серебро | Бронза | Всего |
| 1                        | Германия | 3      | 1       | 2      | 6     |
| 2                        | Австрия  | 1      | 1       | 1      | 3     |
| 3                        | Канада   | 0      | 1       | 1      | 2     |
| 4                        | США      | 0      | 1       | 0      | 1     |
| Всего                    | Всего    | 4      | 4       | 4      | 12    |

### Медалисты
| Дисциплина         | Золото                                                                          | Серебро                                                          | Бронза                                                               |
| Мужчины (одиночки) | Давид Гляйршер Австрия                                                          | Кристофер Маздзер США                                            | Йоханнес Людвиг Германия                                             |
| Мужчины (двойки)   | Германия · Тобиас Вендль · Тобиас Арльт                                         | Австрия · Петер Пенц · Георг Фишлер                              | Германия · Тони Эггерт · Саша Бенеккен                               |
| Женщины            | Натали Гайзенбергер Германия                                                    | Даяна Айтбергер Германия                                         | Алекс Гоф Канада                                                     |
| Эстафета           | Германия · Натали Гайзенбергер · Йоханнес Людвиг · Тобиас Вендль / Тобиас Арльт | Канада · Алекс Гоф · Самуэль Эдни · Тристан Уокер / Джастин Снит | Австрия · Маделайн Эгле · Давид Гляйршер · Петер Пенц / Георг Фишлер |

## Расписание
Время местное (UTC+9)
| День   | Дата                    | Старт | Соревнование                         |
| ------ | ----------------------- | ----- | ------------------------------------ |
| День 2 | Суббота, 10 февраля     | 19:10 | Мужчины (одиночки), 1-й и 2-й спуски |
| День 3 | Воскресенье, 11 февраля | 18:50 | Мужчины (одиночки), 3-й и 4-й спуски |
| День 4 | Понедельник, 12 февраля | 19:50 | Женщины, 1-й и 2-й спуски            |
| День 5 | Вторник, 13 февраля     | 19:30 | Женщины, 3-й и 4-й спуски            |
| День 6 | Среда, 14 февраля       | 20:20 | Мужчины (двойки), 1-й и 2-й спуски   |
| День 7 | Четверг, 15 февраля     | 21:30 | Смешанная эстафета                   |

## Квалификация
По итогам квалификационных соревнований олимпийские лицензии получат 110 спортсменов (80 мужчин и 30 женщин), при этом максимальная квота для одного олимпийского комитета составит 10 спортсменов (7 мужчин и 3 женщины).

## Место проведения соревнований
| Центр санных видов спорта «Альпензия» |
| ------------------------------------- |
|                                       |
| Вместимость: 5000                     |